# Langayo
Langayo település Spanyolországban, Valladolid tartományban. Langayo Campaspero, Cogeces del Monte, Quintanilla de Arriba, Manzanillo, Valladolid és Torre de Peñafiel községekkel határos. Lakosainak száma 250 fő (2024).

## Népesség
A település népessége az utóbbi években az alábbiak szerint változott:
| Lakosok száma | 448  | 398  | 360  | 337  | 310  | 284  | 258  | 248  | 254  | 250  |
|               | 2001 | 2004 | 2007 | 2009 | 2012 | 2014 | 2017 | 2019 | 2022 | 2024 |